# ピーター・ゼルキン
ピーター・アドルフ・ゼルキン（Peter Adolf Serkin, 1947年7月24日 - 2020年2月1日）は、アメリカ合衆国のピアニスト。ピーター・サーキンとも表記される。

## 来歴
父はピアニストのルドルフ・ゼルキンで、母は大ヴァイオリニスト、アドルフ・ブッシュの娘イレーネというニューヨークの音楽一家に生まれる。ピーターのミドルネーム「アドルフ」は、祖父アドルフ・ブッシュにちなんで名付けられたという。
幼少期はカール・ウルリッヒ・シュナーベルからピアノを習う。1958年、11歳になったピーターはカーティス音楽院で音楽を勉強し始め、ポーランド出身のピアニストミエチスラフ・ホルショフスキ、アメリカ出身のピアニストリー・ルビージや父親ルドルフ・ゼルキンから指導を受けた。1965年に同音楽院を卒業。学んだ教師の中にはその他にエルンスト・オースター、マルセル・モイーズやカール・ウルリッヒ・シュナーベル等もいた。
1959年には、父ルドルフ、祖父アドルフ・ブッシュが設立者の一員であるマールボロ音楽祭に出演し、初めてのコンサート出演を果たす。その演奏後、ジョージ・セル率いるクリーヴランド管弦楽団やユージン・オーマンディ率いるフィラデルフィア管弦楽団などを含む、実力のあるオーケストラから出演依頼が届くようになる。
1966年、19歳のとき、グラミー賞にて最優秀クラシック・アーティスト新人賞を受賞。
1968年、結婚し子供が生まれてから間もない頃、ピーターは音楽を演奏することを全く辞める決意をした。そして1971年の冬、彼は妻ウェンディと小さい娘のカリーナを連れてメキシコの田舎の小さな町に越した。その地で8ヶ月が過ぎて行った。日曜日のある朝、ピーターは隣家のラジオからヨハン・ゼバスティアン・バッハの音楽が流れてくるのを聴いた。その音楽を聴いているうちに、「やはり僕は演奏をするべきなのだ、という気持ちが、触知できるほど明らかになっていくのが分かった」と彼は言う。そして休暇を終え、アメリカに帰ると、彼は改めて音楽家となった。
1973年には、メシアンの「世の終わりのための四重奏曲」を勉強する為に、リチャード・ストルツマン、アイダ・カヴァフィアン、フレッド・シェリーらと共に現代音楽演奏団体「タッシ」を結成した。同年5月には、西武劇場（現・パルコ劇場）の同劇場オープニング記念講演である第1回「Music Today」（武満徹プロデュース）に出演（「タッシ」としてではなく単独でピアニストとして）。
1976年、来日してピアノ演奏会を開催する予定であったが、直前に病気を理由にキャンセルとなった。
また、1978年5月〜6月開催の第5回「Music Today」（於・西武劇場）にタッシとして出演した。
2020年2月1日、膵臓がんの為にニューヨーク州レッドフックの自邸にて死去。72歳没。

## 人物
若い頃は父ルドルフに反発していたため、ルドルフは指揮者の小澤征爾にピーターの面倒を頼んだ。こうしてピーターは18歳ごろから小澤と交流するようになり、トロントやラヴィニアで演奏を重ね、長い友人付き合いをするようになった。ピーターは父が得意としたベートーヴェンを演奏したかったが、父と同じことはしたくないという思いから、ピアノ協奏曲第6番などのあまり演奏されない作品を手掛けた。

## 親族
- 父：ルドルフ・ゼルキン：ピアニスト
- 母：イレーネ・ブッシュ：ヴァイオリニスト

1人目の妻との間に1人の子供がいたが、1979年に離婚した。2人目の妻レジーナとの間に4人の子供がいたが、2018年に離婚した。2人の孫がいる。マサチューセッツで、2018年までは2人目の妻と暮らしていた。